# ميخائيل ديفيد كوان
ميخائيل ديفيد كوان هو مترجم كندي، ولد في 1934، وتوفي في 2001.